# Manduca pallens
Manduca pallens är en fjärilsart som beskrevs av Jacob Hübner. Manduca pallens ingår i släktet Manduca och familjen svärmare. Inga underarter finns listade i Catalogue of Life.